# دنبینه (شهرستان تورونی)
دنبینه (به لهستانی:  Dębiny) یک روستا در لهستان است که در گمینا ووبیانکا واقع شده‌است. دنبینه ۲۷۵ نفر جمعیت دارد.